# Tientienga Fulbé
Tientienga Fulbé (auch: Karaldjagou, Karel Diagou, Tchantchanga Foulbé, Tchin-Tchinga, Tiantianga Foulbé, Tientanga Fulbé, Tientienga Foulbé, Tientiengafoulbé, Tientiengafulbé, Tientiengou Foulbé) ist ein Dorf in der Landgemeinde Ouro Guélédjo in Niger.

## Geographie
Das von einem traditionellen Ortsvorsteher (chef traditionnel) geleitete Dorf befindet sich rund 29 Kilometer südwestlich des Hauptorts Ouro Guélédjo der gleichnamigen Landgemeinde, die zum Departement Say in der Region Tillabéri gehört. Zu den Siedlungen in der näheren Umgebung von Tientienga Fulbé zählen Sakati im Norden, Ardo Balla Foulbé im Nordosten, Tiélla Foulbé im Osten, Weil Souldou im Südosten und Koulbou im Südwesten.
Tientienga Fulbé liegt auf einer Höhe von 219 m. Das Dorf ist Teil der Übergangszone zwischen Sahel und Sudan. Die durchschnittliche jährliche Niederschlagsmenge beträgt hier zwischen 500 und 600 mm. Tientienga Fulbé gehört zu einer Important Bird Area namens Makalondi district, die sich im Radius von rund 25 Kilometern um den Gemeindehauptort Makalondi erstreckt. Der Schweizer Missionar Pierre Souvairan, der von 1968 bis 1998 in der Gegend lebte, beobachtete hier etwa 310 verschiedene Vogelarten.

## Geschichte
Mitglieder einer bewaffneten Gruppe griffen am 18. Juli 2023 das Dorf Tientienga Fulbé an. Sie töteten zwei Menschen und entführten einen Gesundheitsmitarbeiter. Sie plünderten Geschäftslokale und weiteren Besitz der Dorfbewohner. Das Armed Conflict Location and Event Data Project erfasste für das erste Quartal 2024 in der Region Tillabéri insgesamt 122 gewaltsame Konfliktfälle mit 394 Toten und nannte Tientienga Fulbé unter den betroffenen Orten.

## Bevölkerung
Bei der Volkszählung 2012 hatte Tientienga Fulbé 449 Einwohner, die in 55 Haushalten lebten. Bei der Volkszählung 2001 betrug die Einwohnerzahl 497 in 49 Haushalten und bei der Volkszählung 1988 belief sich die Einwohnerzahl auf 402 in 44 Haushalten.

## Wirtschaft und Infrastruktur
Im Dorf wird ein Wochenmarkt abgehalten. Der Markttag ist Mittwoch. Der Markt zieht Händler aus der Hauptstadt Niamey und Bewohner der umliegenden Gemeinden in Niger und Burkina Faso an. In Tientienga Fulbé wird eine Niederschlagsmessstation betrieben. Ein Brunnen ist für die Viehwirtschaft ausgewiesen.
Mit einem Centre de Santé Intégré (CSI) ist ein Gesundheitszentrum vorhanden. Es gibt eine Grundschule. Das nigrische Unterrichtsministerium richtete 1996 gemeinsam mit dem Welternährungsprogramm der Vereinten Nationen zahlreiche Schulkantinen in von Ernährungsunsicherheit betroffenen Zonen ein, darunter eine für Kinder transhumanter Hirten in Tientienga Fulbé.
Tientienga Fulbé ist über die 22,3 Kilometer lange Route 668, eine einfache Landstraße, mit der Nationalstraße 6 im Gemeindehauptort Makalondi verbunden.